# Luigi Desanctis
Luigi Francesco Leonardo Desanctis (auch de Sanctis;) (* 31. Dezember 1808 in Rom; †  31. Dezember 1869 in Florenz) war ein italienischer römisch-katholischer und später waldensischer Theologe und zählt zu den wichtigsten Persönlichkeiten des italienischen Protestantismus im neunzehnten Jahrhundert. Er veröffentlichte seine liberalen politischen Ideen, die in Italien weit verbreitet wurden.

## Leben
Luigi Desanctis wurde als Sohn von Biagio Desanctis und Camilla Forzi geboren, als ältester Sohn von vierundzwanzig Kindern, die sein Vater mit weiteren vier Ehefrauen hatte.
1831 wurde er als Mitglied des Kamillianerordens zum katholischen Priester geweiht, nachdem er bereits zuvor in Genua unterrichtet hatte. Eine Zeit lang war er als Pfarrer an der Kirche Santa Maria Maddalena in Rom tätig, bevor er 1835 nach Genua ging, um während der dortigen Choleraepidemie als Seelsorger der Kranken zu wirken. Zweifel an der Wahrheit der katholischen Lehre, die durch das Wirken von Papst Pius IX. verstärkt wurden, bewogen ihn dazu, 1847 nach Malta zu gehen. Dort heiratete er und blieb bis 1850 auf der Insel, wobei er 1848 der Toskana einen kurzen Besuch abstattete. Danach ging er in die Schweiz. Später trat er der Waldenser-Kirche bei. Am 31. August 1853 wurde er als deren Pfarrer in Torre Pellice ordiniert und arbeitete daneben in Turin. Im späteren Leben widmete er sich hauptsächlich seiner schriftstellerischen Tätigkeit und verfasste apologetische sowie polemische Schriften gegen die römisch-katholische Kirche.

## Werke
- La tradizione. Trattato in opposizione al monaco Belli nella sua dottrina sulla confessione, 1850
- Il celibato dei preti. Considerazioni religiose, morali, storiche, 1850
- Popery and Jesuitism at Rome in the nineteenth century, with remarks on their influence in England. London, 1852
- Compendio di controversie tra la parola di Dio e la teologia romana ad uso dei cristiani evangelici, Turin, 1858
- Si può leggere la Bibbia? questione indirizzata al buon senso di tutti i cattolici, Turin, Claudiana, 1860
- Il Celibato dei Preti, riflessioni storico-dommatiche. Livorno, 1861
- La Confessione, saggio dommatico-storico ... riveduto ed accresciuto dall'autore. Turin, Claudiana, 1858
- Quattro lettere al cardinale Patrizi, Florenz, Claudiana, 1862
- Il Papa: osservazioni dottrinali e storiche. Rom, 1864
- Roma papale descritta in una serie di lettere, 1865
- Accuse contro il Papismo, Florenz: Claudiana, 1870
- La Parola di Dio. Saggi dommatici. Florenz, Claudiana, 1870
- La Porta e la via della vita eterna. Florenz: Claudiana, 1870
- La Francia ed il papato; con un dialogo dello stesso autore
- A Pio IX Vescovo di Roma, Florenz: Claudiana, 1872
- Valdesi. Seconda edizione. Florenz: Claudiana 1872
- Il Papa non è successore di San Pietro. Osservazioni storiche ... Seconda edizione. Rom, 1872
- Confession injurious to Faith and Morals, London, 1877
- Confession opposed to sound reason. London, 1877
- Confession: a doctrinal and historical essay. Translated from the eighteenth Italian edition by M. H. G. Buckle, London, 1878
- Roma papale descritta in una serie di lettere con note, Rom, Florenz: Claudiana, 1882
- Popery, Puseyism, Jesuitism. Described in a series of letters by Luigi Desanctis. Translated by Maria Betts. London: Calvinistic Protestant Union, 1903